# Primaldo Mónaco
Primaldo Mónaco ( Bagnoli del Trigno, 1921- Buenos Aires, 4 de enero de 2004), fue un artista plástico, pintor y docente italiano-nacionalizado argentino. 

## Biografía
Nació en Bagnoli del Trigno, provincia de Campobasso, Italia, el 17 de febrero de 1921. 
Se estableció en la Argentina con su familia cuando tenía 4 años, y adoptando la nacionalidad argentina. Se graduó como Profesor Nacional de Dibujo en la Escuela Nacional de Bellas Artes “Prilidiano Pueyrredón” en 1948.

## Trayectoria artística
A fines de los de la década de 1940 fue uno de los integrantes del núcleo fundacional del Movimiento Arte Concreto- Invención, junto a Raúl Lozza, Alfredo Hlito, Tomás Maldonado, Juan Melé y Ennio Iommi, entre otros. 
Posteriormente,  realizó un viaje de estudios por Italia, Francia y España. Fue Profesor de Dibujo y Pintura en la Escuela Nacional de Bellas Artes "Prilidiano Pueyrredón", Escuela "Manuel Belgrano" y en la Escuela Nacional de Danzas. También tuvo una extensa actividad como docente en el campo privado. Fue reconocido como un gran maestro de la pintura argentina. 
Su obra es reconocida principalmente por sus retratos, bodegones, paisajes y murales, caracterizados por la estilización de las figuras y el empleo de colores suaves.
Desde 1948 concurrió a numerosos salones. Fue invitado a la Bienal Hispanoamericana en La Habana (1954) y a la Bienal de San Pablo (1957). Expuso individualmente en Buenos Aires, Miramar y Rosario y en Italia, Brasil, Perú, Cuba. Algunos de sus premios: 1952 y 1954, Menciones Honoríficas, Salón Nacional y Salón Mar del Plata; 1955, Premio Eduardo Sívori, Salón Nacional y Primer Premio, Salón Arte Sacro, Tandil; 1956, Primer Premio, Salón Otoño, San Fernando; Segundo Premio, Salón Santa Fe; Primer Premio, Salón San Juan; Primer Premio, Salón Córdoba y Premio Griergson, Salón Nacional; 1964, Premio Ministerio de Educación, Salón Nacional.
En 1969 Eduardo Bergara Leumann comenzó a montar el Museo Escenográfico “Botica del Ángel”, y proyectó  varios escenarios en las distintas salas del museo. En el primer escenario hizo tres arcos, fue entonces cuando Bergara Leumann  lo convocó a Primaldo Mónaco para que realizara la pintura de tres cuadros con la imagen de ángeles de la música. 
Entres sus obras más renombradas se puede citar: Niños jugando, Niña con sombrero, Niño jinete, La Niña Azul, Chicos y Caballos, entre otras. 
Primaldo Mónaco murió en Buenos Aires, el 4 de febrero de 2004.